# The Rise & Fall
The Rise & Fall är det brittiska ska/popbandet Madness fjärde album, utgivet 1982. Detta är Madness utan tvekan mest experimentella album, de blandar massor av musikstilar: förutom ska och pop finns det också inslag av bland annat jazz, engelsk kuplett och influenser från fjärran östern. Musikmagasinet NME:s kritiker beskrev det som "The best Madness record" ("den bästa Madnesskivan"). 
Albumet låg 22 veckor på UK Albums Chart och nådde som bäst en 10:e plats. En bra placering, men för Madness, vars alla tidigare album nått topp 5, var det lite av en besvikelse. Mycket av den minskade försäljningen berodde på att samlingsalbumet Complete Madness, som släppts ett halvår tidigare, gjorde sådan succé och skapat en enorm Madnessfeber, att många britter för tillfället kände sig ganska trötta på dem. I Sverige låg det på albumlistan i elva veckor och nådde en första plats (där den stannade i tre veckor), mycket tack vare framgångarna med sången "Our House". Låtarna "Our House", "Tomorrow's (Just Another Day)" och "Madness (Is All in the Mind))" släpptes som singlar (de två sistnämnda som en dubbel A-sida).

## Låtlista

### Sida 1
1. "Rise and Fall" (Christopher Foreman, Graham McPherson) – 3:16
2. "Tomorrow's (Just Another Day)" (Michael Barson, Chas Smash) – 3:10
3. "Blue Skinned Beast" (Lee Thompson) – 3:22
4. "Primrose Hill" (Foreman, McPherson) – 3:36
5. "Mr Speaker (Gets the Word)" (Barson, McPherson) – 2:59
6. "Sunday Morning" (Daniel Woodgate) – 4:01

### Sida 2
1. "Our House" (Foreman, Smash) – 3:23
2. "Tiptoes" (Barson, McPherson) – 3:29
3. "New Delhi" (Barson) – 3:40
4. "That Face" (Foreman, McPherson) – 3:39
5. "Calling Cards" (Barson, Foreman, Thompson) – 2:19
6. "Are You Coming (With Me)" (Barson, Thompson) – 3:17
7. "Madness (Is All in the Mind)" (Foreman) – 2:53

## Medverkande
- Graham McPherson – sång
- Michael Barson – keyboard, munspel, percussion
- Christopher Foreman – gitarr
- Mark Bedford – basgitarr
- Lee Thompson – saxofon
- Daniel Woodgate – trummor
- Chas Smash – trumpet, sång